# 오이즈미 가즈야
오이즈미 가즈야(일본어: 大泉 和也, 1991년 6월 19일 ~ )는 일본의 전 축구 선수이다.

## 구단 경력
그는 2014년부터 2022년까지 J리그의 YSCC 요코하마에서 활동하였다.